# 7th Level
7th Level est un studio de développement de jeux vidéo basé à Dallas au Texas et fondé en 1993. La société est notamment connue pour avoir développé trois jeux basés sur les films des Monty Python ainsi que les jeux G-Nome, une simulation d’engins mécanisés, et Helicops, un jeu de tir à la première personne dans lequel le joueur contrôle un hélicoptère. En novembre 1997, le studio annonce qu’il va fusionner avec Pulse Entertainment pour créer P7 Solutions. Les droits de distributions pour les jeux basés sur l’univers de Monty Python sont alors rachetés par Panasonic Interactive Media et les activités de développement de 7th Level sont alors stoppées. Le studio revend également à Ion Storm Inc. un jeu alors en développement, Dominion: Storm Over Gift 3, qui est publié en mai 1998. En avril 1998, la fusion avec Pulse Entertainment est annulé et le studio cesse définitivement ses activités.

## Jeux développés
- Howie Mandel's Tuneland
- Monty Python's Complete Waste of Time (1994)
- Battle Beast (1995)
- Disney's Timon & Pumbaa's Jungle Games  (1995), publié par Disney Interactive.
- Take Your Best Shot (1995)
- Ace Ventura (1996)
- Arcade America (1996)
- Monty Python and the Quest for the Holy Grail (1996)
- Tracer (1996)
- The Universe According to Virgil Reality (1996)
- G-Nome (1997)
- Monty Python's The Meaning of Life (1997)
- Tamagotchi (1997), créé en association avec Bandai Digital Entertainment.
- Helicops (1997)
- Dominion: Storm Over Gift 3 (1998), développement terminé par Ion Storm Inc.
- Return to Krondor (1998), développement terminé par PyroTechnix.
- Timon and Pumbaa's Hippo Hop (1998)